# Kiernan Shipka
Kiernan Brennan Shipka vagy csak Kiernan Shipka (Chicago, 1999. november 10. –) amerikai színésznő. 
Legismertebb szerepe Sabrina Spellman a 2018-ban a Netflixen indult Sabrina hátborzongató kalandjai című drámasorozatban. Ő volt az eredeti hangja Jinorának a Korra legendája című mesefilmben.

## Fiatalkora
Chicagoban, Illinois államban született, John Young Shipka ingatlanfejlesztő és Erin Ann Brennan gyermekeként. Öt éves korától társastánc órákon vesz részt. Családjával hat éves korában Los Angelesbe, Kaliforniába költöztek, hogy támogassák színészi karrierjét.

## Karrier
Öt hónapos korában szerepelt először televíziónban, a Vészhelyzet című kórházi drámasorozatban.
Néhány apró televíziós szerep után ő lett Sally Draper, Don Draper lánya a 'Mad Men – Reklámőrültek' című sorozatban. A szerepet két meghallgatás után kapta meg.  Visszatérő vendégszereplő, majd a negyedik évadtól rendszeres szereplő lett.
2009-ben a Mad Men – Reklámőrültek szereplőjeként elnyerte a legjobb szereplőgárda (drámasorozat) kategóriában átadott Screen Actors Guild-díjat.
2018 januárjában bejelentették, hogy Shipka fogja játszani Sabrina Spellmant a Netflix által gyártott Sabrina hátborzongató kalandjai című sorozatban. Az első évad 2018. október 26-án jelent meg a Netflixen.

## Filmográfia

### Film
| Év   | Magyar cím                                  | Eredeti cím                              | Szerep                     | Magyar hang     |
| ---- | ------------------------------------------- | ---------------------------------------- | -------------------------- | --------------- |
| 2007 |                                             | Dimension                                | Molly                      |                 |
| 2008 | Alulképző                                   | Lower Learning                           | Sarah                      | Kardos Lili     |
| 2009 | Az elveszettek földje                       | Land of the Lost                         | gyerek                     |                 |
| 2009 | Víruscsapda                                 | Carriers                                 | Jodie                      | Koller Virág    |
| 2009 | Lepattant a fater, zúzzuk le a kecót!       | House Broken                             | Tammy Tawber               |                 |
| 2010 | Kutyák és macskák: A rusnya macska bosszúja | Cats & Dogs: The Revenge of Kitty Galore | kislány a játszótéren      |                 |
| 2013 |                                             | Very Good Girls                          | Eleanor                    |                 |
| 2015 | A kert                                      | One & Two                                | Eva                        |                 |
| 2015 | Amikor Marnie ott volt                      | When Marnie Was There                    | Marnie (angol hangja)      |                 |
| 2015 |                                             | Fan Girl                                 | Telulah "Lu" Farrow        |                 |
| 2015 |                                             | The Blackcoat's Daughter / February      | Kat                        |                 |
| 2019 | A hallgatás                                 | The Silence                              | Ally Andrews               |                 |
| 2019 | Behavazva                                   | Let It Snow                              | Angie / Herceg             | Csuha Borbála   |
| 2021 |                                             | Treat                                    | Allie (hangja)             |                 |
| 2022 |                                             | Wildflower                               | Bea Johnson                |                 |
| 2023 |                                             | Maximum Truth                            | Hartlynn Cassidy           |                 |
| 2023 | Gyilkos a múltból                           | Totally Killer                           | Jamie Hughes / Collette    |                 |
| 2024 | Longlegs – A rém                            | Longlegs                                 | Carrie Anne Camera (cameo) |                 |
| 2024 | Twisters – Végzetes vihar                   | Twisters                                 | Addy (cameo)               | Antóci Dorottya |
| 2024 | Az utolsó táncosnő                          | The Last Showgirl                        | Jodie                      |                 |
| 2024 | A hullahó-akció                             | Red One                                  | Grýla                      | Antóci Dorottya |

Rövidfilm
- 2009: A Rag Doll Story – lány
- 2010: The Ryan and Randi Show – Lala La Lala
- 2010: Squeaky Clean – Emily
- 2012: The Empty Room – Juliet
- 2013: We Rise Like Smoke – fiatal Kyler
- 2014: The Edge of the Woods – Alice

### Televízió
| Év        | Magyar cím                      | Eredeti cím                           | Szerep                                 | Megjegyzések                                                                              |
| --------- | ------------------------------- | ------------------------------------- | -------------------------------------- | ----------------------------------------------------------------------------------------- |
| 2006      | Monk – A flúgos nyomozó         | Monk                                  | kislány                                | 1 epizód (Mr. Monk új pszichológust kap)                                                  |
| 2006      |                                 | The Angriest Man in Suburbia          | Lola                                   | tévéfilm                                                                                  |
| 2007      |                                 | Cory in the House                     | Sophie osztálytársa                    | 1 epizód                                                                                  |
| 2007      |                                 | MADtv                                 | szomorú gyerek                         | 1 epizód                                                                                  |
| 2007      | Hősök                           | Heroes                                | kislány a tűzben                       | 1 epizód (Négy hónappal korábban)                                                         |
| 2007–2009 |                                 | Jimmy Kimmel Live!                    | több szereplő                          | 6 epizód                                                                                  |
| 2007–2015 | Mad Men – Reklámőrültek         | Mad Men                               | Sally Draper                           | - visszatérő szerep (1-3. évad) - főszerep (4-7. évad) - magyar hangja: - Hegedűs Johanna |
| 2011      | Békaherceg                      | Smooch                                | Zoe Cole                               | tévéfilm                                                                                  |
| 2012      | Ne bízz a 23-asban lakó p-ában! | Don't Trust the B---- in Apartment 23 | önmaga                                 | 1 epizód                                                                                  |
| 2012–2014 | Korra legendája                 | The Legend of Korra                   | Jinora (hangja)                        | főszerep (25 epizód)                                                                      |
| 2013–2018 | Szófia hercegnő                 | Sofia the First                       | Oona (hangja)                          | 3 epizód                                                                                  |
| 2014      |                                 | The Dollanganger Saga                 | Cathy                                  | minisorozat (1 epizód)                                                                    |
| 2015      | A megtörhetetlen Kimmy Schmidt  | Unbreakable Kimmy Schmidt             | Kymmi                                  | 1 epizód                                                                                  |
| 2017      | Viszály                         | Feud: Bette and Joan                  | B. D. Hyman                            | visszatérő szereplő (5 epizód)                                                            |
| 2017      | Amerikai fater                  | American Dad!                         | tanuló (hangja)                        | 1 epizód                                                                                  |
| 2017      | Family Guy                      | Family Guy                            | Meg zaklatója (hangja)                 | 1 epizód                                                                                  |
| 2017      |                                 | Neo Yokio                             | Helenist (hangja)                      | 1 epizód                                                                                  |
| 2018–2020 | Sabrina hátborzongató kalandjai | Chilling Adventures of Sabrina        | Sabrina Spellman                       | - főszereplő (36 epizód) - magyar hangja: - Csuha Borbála                                 |
| 2021–2022 | Riverdale                       | Riverdale                             | Sabrina Spellman / Sabrina Morningstar | 1 epizód                                                                                  |
| 2022      | Cápák árnyékában                | Swimming with Sharks                  | Lou Simms                              | főszereplő (6 epizód)                                                                     |
| 2023      |                                 | The Other Two                         | önmaga                                 | 1 epizód                                                                                  |
| 2023      | A Fehér Ház vízszerelői         | The White House Plumbers              | Kevan Hunt                             | minisorozat (3 epizód)                                                                    |

### Videóklipek
| Év   | Előadó                   | Cím                  |
| ---- | ------------------------ | -------------------- |
| 2013 | Kyler England            | "We Rise Like Smoke" |
| 2020 | Kiernan Shipka & LVCRAFT | "Straight to Hell"   |

### Videójátékok
| Év   | Cím                     | Szerep               |
| ---- | ----------------------- | -------------------- |
| 2014 | The Legend of Korra     | Jinora               |
| 2016 | Marvel Avengers Academy | Jessica Drew / Póknő |

## Díjak és jelölések
| Év   | Jelölés tárgya                      | Díj                                                                             | Kategória                                   | Eredmény | Forr.  |
| ---- | ----------------------------------- | ------------------------------------------------------------------------------- | ------------------------------------------- | -------- | ------ |
| 2007 | Satellite Award                     | Legjobb szereplő – televíziós sorozat                                           | Mad Men – Reklámőrültek                     | Elnyerte | [ 14 ] |
| 2009 | Screen Actors Guild-díj             | Legjobb szereplőgárda (drámasorozat)                                            | Mad Men – Reklámőrültek                     | Elnyerte | [ 15 ] |
| 2009 | Young Artist Award                  | Legjobb alakítás egy sorozatban                                                 | Mad Men – Reklámőrültek                     | Jelölve  | [ 16 ] |
| 2010 | Screen Actors Guild-díj             | Legjobb szereplőgárda (drámasorozat)                                            | Mad Men – Reklámőrültek                     | Elnyerte | [ 15 ] |
| 2010 | Young Artist Awards                 | Legjobb alakítás rövidfilmben                                                   | Squeaky Clean                               | Jelölve  | [ 17 ] |
| 2010 | Young Artist Awards                 | Legjobb teljesítmény egy játékfilmben                                           | Víruscsapda                                 | Jelölve  | [ 17 ] |
| 2011 | Screen Actors Guild-díj             | Legjobb szereplőgárda (drámasorozat)                                            | Mad Men – Reklámőrültek                     | Jelölve  | [ 15 ] |
| 2011 | Young Artist Awards                 | Legjobb alakítás egy játékfilmben – Tíz év alatti fiatal színésznő kategóriában | Kutyák és macskák: A rusnya macska bosszúja | Jelölve  | [ 18 ] |
| 2011 | Young Artist Awards                 | Legjobb teljesítmény egy TV-sorozatban (komédia vagy dráma)                     | Mad Men – Reklámőrültek                     | Jelölve  | [ 18 ] |
| 2012 | Young Hollywood Awards              | Scene Stealer Female                                                            | Mad Men – Reklámőrültek                     | Elnyerte | [ 19 ] |
| 2012 | Young Artist Awards                 | Legjobb alakítás TV-filmben vagy minisorozatokban                               | Smooch                                      | Jelölve  | [ 20 ] |
| 2013 | Screen Actors Guild-díj             | Legjobb szereplőgárda (drámasorozat)                                            | Mad Men – Reklámőrültek                     | Jelölve  | [ 21 ] |
| 2013 | Young Artist Awards                 | Legjobb alakítás egy szinkron szerepben (televízió)                             | Korra legendája                             | Jelölve  | [ 22 ] |
| 2013 | Young Artist Awards                 | Legjobb alakítás egy sorozatban                                                 | Mad Men – Reklámőrültek                     | Elnyerte | [ 22 ] |
| 2013 | Women in Film Crystal + Lucy Awards | Lucy Award                                                                      | Mad Men – Reklámőrültek                     | Elnyerte | [ 23 ] |
| 2014 | Young Hollywood Awards              | You're So Fancy                                                                 | Önmaga                                      | Jelölve  | [ 24 ] |
| 2019 | 2019-es MTV Movie & TV Awards       | Legjobb alakítás egy műsorban                                                   | Sabrina hátborzongató kalandjai             | Jelölve  |        |
| 2019 | Szaturnusz-díj                      | A legjobb színésznő egy streaming szolgáltató produkciójában                    | Sabrina hátborzongató kalandjai             | Jelölve  | [ 25 ] |
| 2019 | 2019-es Teen Choice Awards          | Legjobb televíziós színésznő – fantasy/sci-fi kategóriában                      | Sabrina hátborzongató kalandjai             | Jelölve  | [ 26 ] |

## Fordítás
Ez a szócikk részben vagy egészben  a   Kiernan Shipka című angol Wikipédia-szócikk fordításán alapul.  Az eredeti cikk szerkesztőit annak laptörténete sorolja fel. Ez a jelzés csupán a megfogalmazás eredetét és a szerzői jogokat jelzi, nem szolgál a cikkben szereplő információk forrásmegjelöléseként.